# Стейнунн Тора Арнадоттір
Стейнунн Тора Арнадоттір (ісл. Steinunn Þóra Árnadóttir; нар. 18 вересня 1977) — ісландська політична діячка й антропологиня. З 2014 року парламентарка від партії «Ліві зелені».

## Життєпис
Народилася в Нескаупстаді в 1977 році. Закінчила школу в Гамрахліді у 1996 році, здобула ступінь бакалавра з антропології в Університеті Ісландії в 2002 році та ступінь магістра з вивчення інвалідності в 2013 році в тому ж закладі. Одружена з істориком Стефаном Палссоном, у них двоє синів.

## Діяльність
Обіймала різні посади в Асоціації розсіяного склерозу Ісландії та Асоціації людей з інвалідністю, у тому числі була членкинею виконавчої ради асоціації як скарбниця у 2005-2006 роках
Стейнунн Тора була в списках кандидатів від партії «Ліво-зелений рух» на парламентських виборах 2007 і 2009 років і депутаткою парламенту з січня по березень 2008 року. Брала участь у первинних виборах лівих зелених на парламентських виборах 2013 року та посіла третє місце в північному виборчому окрузі Рейк'явіка, де партія здобула два місця. Влітку 2014 року Аурні Тоур Сігюрдссон пішов у відставку з парламенту, щоб стати послом, а Стейнунн Тора зайняла його місце в парламенті. Переобиралася на парламентських виборах 2016, 2017 та 2021 років.